# 衛既齊
衛旣齊（1645年—1701年），字伯嚴，號爾錫。山西猗氏縣（今臨猗縣）人。清朝政治人物。康熙初以同進士出身入翰苑，後任外官多年，為官清廉，政績卓著，累官貴州巡撫，因事罷職。

## 生平

### 躋身翰苑
衛旣齊之父衛紹芳，順治三年進士，官至浙江巡海道副使。旣齊於康熙三年（1664年）中式甲辰科進士。選翰林院庶吉士，散館授檢討。講學時有志於當世之務，上疏論時事，言語戇直。因祖母喪事告假歸里。

### 出知三縣
數年後，衛旣齊方詣京師補官。聖祖命其以對品外放，授直隸順天府霸州州判。康熙十八年（1679年）任固安縣知縣，歷永清、平谷知縣，所至皆有惠政。得到直隸巡撫成龍疏荐。適逢既齊因母喪去官，繼而又遭父喪。一日，聖祖向九卿諮問既齊之事，眾人皆稱其賢，於是命復授其檢討之職。

### 連番擢升
康熙二十七年（1688年），旣齊服闋，重詣京師補官。聖祖知其講學向負清望，破格擢為山東布政使。旣齊感激，愈發奮勉清廉，令各地府縣輸款封還平餘，又建歷山書院，清理庶獄。两度護理巡撫。在官三年，政績有聲。
康熙三十年（1691年），授順天府尹。不久，擢都察院左副都御史，聞山西、陝西有蝗災端倪，平陽府以南尤其嚴重，便疏請賑卹，反被聖祖以妄自揣测叱责。

### 獲罪封疆
同年，授貴州巡撫。黎平府知府張瀲、副將侯奇嵩報古州高洞苗人金濤藏匿罪人，殺害官吏，請求發兵進剿。旣齊上疏報聞，即派兵捕治。張瀲、侯奇嵩又報稱，兵至斬殺苗人一千一百一十八人，旣齊如數上聞。不久，旣齊發覺瀲、奇嵩二人虛報戰績，上疏說明實情，並請奪二人官職治罪。聖祖嚴責旣齊「輕率虛妄」，派尚書庫勒納、內閣學士溫保前往處理。隨即命將旣齊逮至京師，令九卿詰責。既齊引罪請死，九卿議當處斬，聖祖恕其死罪，遣戍黑龍江。次年，赦還家居，斥家資立社課士。康熙三十八年（1699年），奉聖祖之命承修永定河河工。次年，又奉命督修淮河高家堰工程。康熙四十年（1701年），卒於工次。《清史稿》有傳。

## 著作
著作有《四書心悟》20卷、《小學家訓》4卷、《道德經解》2卷、《南華經刪註》2卷及《運通》1卷。

## 延伸阅读
[在维基数据编辑]
 《清史稿·卷276》，出自趙爾巽《清史稿》
 《清史稿·卷276》